# Léon Escalaïs
Léon Escalaïs (Cuxac-d'Aude, Llenguadoc-Rosselló, 8 d'agost de 1859 - 8 de novembre de 1940 en la mateixa població) fou un cantant d'òpera francès de la corda de tenor.
Alumne del Conservatori de Tolosa, passà al de París, on foren els seus mestres Crosti i Obin (1880); en el concurs de 1883 aconseguí el primer premi de cant i un segon premi d'òpera sent contractat immediatament per l'Òpera de París, i hi debutà el 17 d'octubre de 1883 amb l'Arnoldo de Guillem Tell assolint un èxit per la seva bella veu de tenor franca, potent i ben timbrada. Es feu aplaudir en diferents òperes de repertori cantà diverses temporades per províncies, especialment a Lió (1891) i Marsella (1894-1895).
Es casà amb Marie Anne Lureau, la seva companya de teatre, el 1884, i el 1896 es retiraren ambdós esposos per a dedicar-se a l'ensenyança. Escalais fou distingit amb el títol d'oficial d'Instrucció pública.